# Pterolophia kubokii
Pterolophia kubokii là một loài bọ cánh cứng trong họ Cerambycidae.